# Pietro Paolo Agabito
Pietro Paolo Agabito o Agabiti (Sassoferrato, 1470 - Cupramontana, 1540) fue un escultor, pintor y grabador italiano de madera que estuvo en activo desde 1511 hasta 1531 en el siglo XVI.

## Biografía
Pietro Paolo Agabito, pertenecía a una familia de ceramistas, pasó sus primeros años en su ciudad natal, luego se trasladó a Venecia alrededor del 1497 y su estilo fue influido por la escuela veneciana, como lo demuestra la Virgen con el Niño y Santos (Museo Cívico de Padua) pintó este año bajo la influencia de Cima da Conegliano. Otras de sus obras muestran la influencia de las formas en Lorenzo Lotto, Francesco Francia y  Marco Palmezzano.
Regresó a las Marcas en 1502, donde realizó una pintura de San Rocco (cuyo rastro se perdió), y en Jesi donde vivió y está documentada en 1507 para un retablo de la Virgen y el Niño para la iglesia de los Padres Reformados.
Después de 1510 regresó a su ciudad natal de Sassoferrato, y en 1511 firmó y dató una Virgen con Niño entronizados entre los santos  y un Nacimiento para la iglesia de Santa María del Piano, donde también firmó otra obra en 1518, un retablo de la Virgen y el Niño con Santa Catalina y San Juan el Bautista, y en 1521, una Virgen con el Niño para la iglesia de San Fortunato (una obra que muestra la clara influencia de Marco Palmezzano).
Entre 1519 y 1524 pintó con Andrea da Jesi, un ciclo de pinturas para el ex Palacio Municipal de Sassoferrato (altamente degradados y transferidas en la Sala del Consiglio Comunale Palazzo Comunale del nuevo Palazzo de Jesi).). 
Desde 1528, fecha de su obra maestra, una Virgen con el Niño en el Trono con San Juan Bautista y San Antonio de Padua (Pinacoteca Lesi) y, más tarde, el Nacimiento de Cristo 1534 (Museo Cristiano, Esztergom).